# Ewenkenknoten
Der Ewenkenknoten ist ein einfach zu knüpfender und schnell lösbarer Knoten.
Der Knoten wird von den Ewenken in Sibirien angewandt. Unter den dort herrschenden klimatischen Bedingungen ist die Möglichkeit, den Knoten auch mit dicken Handschuhen zu knüpfen und wieder zu lösen, von enormer Bedeutung.
Prinzipiell handelt es sich um einen auf Slip gelegten Achtknoten um eine Bucht.
In der Survival-Szene ist der Knoten beim Befestigen einer Hängematte an einem Baumstamm populär.

## Knüpfen
Das Ende wird beispielsweise (wie im Bild) durch einen Ring gesteckt, zu einer Bucht gelegt und um die stehende Part wird eine Endacht mit einem Slip geknüpft.

ACHTUNG: die Endacht darf nicht zu locker geknotet werden, weil sonst der Knoten unsicher wird und sich durch Bewegungen am Seil u. U. selbst lösen kann.
Es gibt noch weitere Arten den Knoten zu knüpfen. Am bekanntesten ist jedoch folgende Methode, die im nachfolgenden Video gezeigt wird.

## Alternativen
- Ähnlich wie der Ewenkenknoten lässt sich der Kosakenknoten auch sehr gut mit Handschuhen knüpfen.
- Reiter verwenden auch andere Anbindeknoten
- Stabiler ist der Gordingstek auf Slip